# Panurgica langi
Panurgica langi är en bönsyrseart som beskrevs av Rehn 1949. Panurgica langi ingår i släktet Panurgica och familjen Hymenopodidae. Inga underarter finns listade i Catalogue of Life.